# 기야마 히토시
기야마 히토시(일본어: 木山仁, 1974년 1월 9일 ~ )는 가고시마현 출신의 공수도 선수이자, 극진회관(極真会館) 나고야 중앙 지부장이다.